# Eryngium aromaticum
Eryngium aromaticum är en flockblommig växtart som beskrevs av William Baldwin och Stephen Elliott. Eryngium aromaticum ingår i släktet martornar, och familjen flockblommiga växter. Inga underarter finns listade i Catalogue of Life.